# جو هولاند (لاعب كرة سلة)
جو هولاند (26 سبتمبر 1925 في الولايات المتحدة - 18 سبتمبر 2010 في الولايات المتحدة) (بالإنجليزية: Joe Holland)‏ هو لاعب كرة سلة أمريكي في مركز هجوم صغير الجسم. لعب مع إنديانابولس أولمبيانز.

## وصلات خارجية
- جو هولاند على موقع إن بي أي (الإنجليزية)
- جو هولاند على موقع سبورتس رفرنس (الإنجليزية)
- جو هولاند على موقع كلية كرة السلة في سبورتس رفرنس.كوم (الإنجليزية)
- جو هولاند على موقع ريلجم (الإنجليزية)
- جو هولاند على موقع بروبوليرز (الإنجليزية)